# L'École des héros (film, 1991)
Pour les articles homonymes, voir L'École des héros.
Pour plus de détails, voir Fiche technique et Distribution.
L'École des héros ou Voyous ou Héros au Québec (Toy Soldiers) est un film américain réalisé par Daniel Petrie Jr. et sorti en 1991. Il s'agit d'une adaptation d'un roman de William P. Kennedy.

## Synopsis
Avec son équipe de terroristes, le colombien Luis Cali essaie d'obtenir la libération de son père, un baron de la drogue. Arrivé aux États-Unis, Cali et ses hommes prennent en otage une école spéciale pleine de fils de sénateurs, de juge ou de PDG mais aussi d'élèves à problèmes, indisciplinés ou allergiques à l'autorité. Cali pose des bombes partout dans l'école et menace de la faire sauter avec tous les élèves si son père n'est pas rapidement libéré. Tandis qu'à l'extérieur, les autorités cherchent un moyen de faire entrer un commando dans l'école, à l'intérieur, le jeune Billy Tepper et sa bande de copains téméraires essaient aussi d'aider les autorités et de neutraliser la bombe.

## Fiche technique
- Titre original : Toy Soldiers
- Titre français : L'École des héros
- Titre québécois : Voyous ou Héros
- Réalisation : Daniel Petrie Jr.
- Scénario : David Koepp, d'après le roman de William P. Kennedy
- Musique : Robert Folk
- Genre : action, drame, thriller
- Durée : 107 minutes
- Date de sortie : États-Unis : 26 avril 1991

## Distribution
- Sean Astin (VF : Maurice Decoster ; VQ : Gilbert Lachance) : William “Billy” Tepper, l'élève indiscipliné
- Louis Gossett Jr. (VF : Robert Liensol ; VQ : François Cartier) : Dean Parker, le surveillant de l'école
- Andrew Divoff (VF : Sady Rebbot ; VQ : Alain Zouvi): Luis Cali, le chef du groupe terroriste
- Denholm Elliott (VF : Michel Paulin ; VQ : Jean-Louis Millette) : Dr Robert Gould, le directeur de l'école
- Keith Coogan (VF : Eric Legrand) : Jonathan Bradberry, un camarade de Billy Tepper
- Wil Wheaton (VF : Daniel Lafourcade ; VQ : François Godin) : Joseph ''Joey'' Trotta, un camarade de Billy Tepper
- T.E. Russell (VF : Greg Germain) : Henry Giles III, un camarade de Billy Tepper
- George Perez (VF : Jean-Loup Horwitz ; VQ : Vincent Graton) : Ricardo Montoya, un camarade de Billy Tepper
- Shawn Phelan (VF : Hervé Rey) : Derek Yogurt, un camarade de Billy Tepper
- Michael Champion (VQ : Daniel Picard) : Jack Thorpe, le bras droit de Cali
- Mason Adams (VF : Roland Ménard) : Otis Brown, l'inspecteur du FBI
- R. Lee Ermey (VF : Marc De Georgi ; VQ : Jean-Marie Moncelet) : le général Kramer, chef des forces d'intervention
- Jerry Orbach (VF : Daniel Gall) : Albert Trotta, père de Joey et parrain de la mafia (non crédité)

 Source : version québécoise (VQ) sur Doublage.qc.ca